# Mount Imlay National Park
Mount Imlay National Park är en park i Australien. Den ligger i delstaten New South Wales, i den sydöstra delen av landet, omkring 390 kilometer söder om delstatshuvudstaden Sydney.
Runt Mount Imlay National Park är det mycket glesbefolkat, med 5 invånare per kvadratkilometer.. Närmaste större samhälle är Eden, omkring 18 kilometer nordost om Mount Imlay National Park. 
I omgivningarna runt Mount Imlay National Park växer i huvudsak städsegrön lövskog. Genomsnittlig årsnederbörd är 1 209 millimeter. Den regnigaste månaden är juni, med i genomsnitt 224 mm nederbörd, och den torraste är juli, med 40 mm nederbörd.